# ايرفون

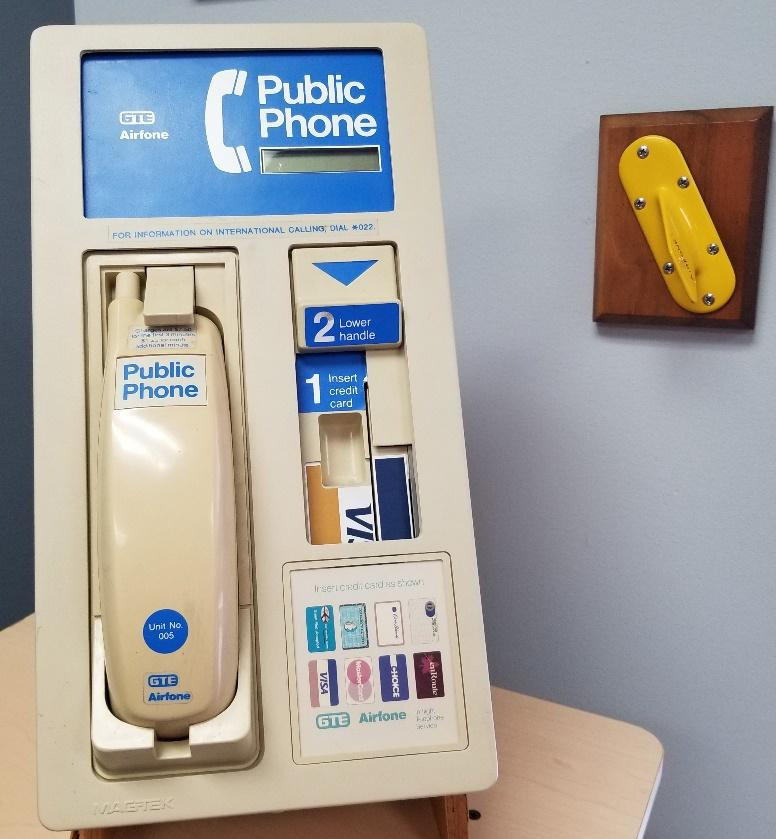
هاتف الركاب ايرفون

ايرفون (Airfone) كانت خدمة هاتف لاسلكي جو-أرض طورها مؤسس إم سي آي (MCI) جون قوكين، وتعمل تحت أسماء (Airfone) و (GTE Airfone) وفيرايزون ايرفون (Verizon Airfone). سمح الايرفون للركاب بإجراء مكالمات هاتفية (بما في ذلك خدمة مودم البيانات لاحقًا) أثناء الرحلة. غالبًا ما كانت أجهزة الايرفون موجودة في ظهر مقاعد الطائرة الوسطى، مع وجود جهازي هاتف في كل صف لتكوينات مقاعد الحافلة ذات 6 مقاعد، وأكثر أو أقل اعتمادًا على تصميم الطائرة ودرجة الأجرة. تحتوي كبائن الدرجة الأولى عادةً على هاتف واحد لكل مقعد. تحتوي بعض الطائرات على محطة هاتف واحدة أو أكثر مثبتة على الحاجز مع أجهزة لاسلكية يمكن للركاب استخدامها، بدلاً من الأجهزة السلكية المتعددة. عادةً ما كانت المكالمات الهاتفية عبر الايرفون باهظة الثمن مقارنةً بالمكالمات الهاتفية الأرضية، حيث بلغت تكلفتها 3.99 دولارًا لكل مكالمة و 4.99 دولارًا للدقيقة في عام 2006.
يقع مكتب ايرفون الرئيسي ومركز عمليات الشبكة في 2809 طريق بترفيلد، أوك بروك، إلينوي. يظل مركز عمليات الشبكة في هذا الموقع.
استخدمت شركة بيل موبيبليتي (Bell Mobility) تقنية الايرفون في رحلات طيران كندا، لكنها وصفت خدمتها بأنها (Skytel) (لا علاقة لها بشركة الاستدعاء المملوكة لشركة فيرايزون التي تحمل الاسم نفسه).

## يستخدم
غالبًا ما كانت المكالمات مخفضة أو مجانية لعملاء الكتالوجات القائمة على الطائرات مثل «سكاي مول» (Sky Mall، ويمكن لمشتركي فيرايزون للاتصالات اللاسلكية دفع 10 دولارات شهريًا و 10 سنتات للمكالمة أو 69 سنتًا لكل مكالمة بدون رسوم شهرية. يمكن استخدام الايرفون لإجراء مكالمات مودم بطيئة للغاية، وقد أجريت محاولات لخدمة البيانات في عامي 2003 و 2004 باستخدام خادم وكيل للبريد الإلكتروني على متن الطائرة.
تم إجراء العديد من المكالمات على متن الطائرة من قبل ضحايا هجمات 11 سبتمبر 2001 عبر الايرفون و«أير ون» (Air One).
كان المنافس الرئيسي لشركة ايرفون هو (Air One)، الذي تديره (AT&amp;T Wireless)، مجموعة كليركوم للاتصالات، وكان متاحًا على متن خطوط أمريكان ايرلاينز وخطوط نورث ويست الجوية وطائرة مختارة من خطوط دلتا الجوية. توقفت خدمة في عام 2002.

## تاريخ

### تطوير
تم إنشاء ايرفون بواسطة Jجون قوكين (الذي أسس أيضًا إم سي آي للاتصالات و (FTD 's Mercury Network) في السبعينيات. اشترت ويسترن يونيون حصة خمسين بالمائة في ايرفون في عام 1981 وبيعت إلى (GTE) في عام 1986 مقابل 39 دولارًا أمريكيًا مليون نقدا. عرضت دلتا إيرلاينز أول نظام هاتف جو-أرض عام للولايات المتحدة مع ايرفون.
سمح التكرار الأول لخدمة ايرفون فقط بإجراء مكالمات جو-أرض والمكالمات التي يتم إسقاطها بشكل متكرر. تم تطوير جيل جديد أطلق عليه اسم (GenStar) بالاشتراك مع (GTE) و (IEX Corp.) في عام 1992. طورت (IEX) البرنامج، الذي يعمل على الأجهزة التي تم إنشاؤها بواسطة (Stratus Computers). قدم (GenStar) القدرة على العقد المحمولة جواً لتلقي المكالمات أيضًا، ولتسليم الاتصالات بين الخلايا الأرضية أثناء تحرك الطائرة من خلالها، مما يقلل من المكالمات التي تم إسقاطها. اكتسبت الهواتف المحمولة أيضًا شاشات ومقابس لعمليات إرسال الفاكس.

### زوال
قال رئيس قسم ايرفون لصحيفة نيويورك تايمز في عام 2004 أن شخصين إلى ثلاثة أشخاص فقط يستخدمون خدمة ايرفون لكل رحلة. في مايو ويونيو 2006، تم بيع الترددات (النطاق الترددي) التي تعمل عبرها ايرفون في مزاد من قبل لجنة الاتصالات الفيدرالية الأمريكية (FCC) إلى اثنين من أصحاب التراخيص الجدد، أيرسيل (Aircell) ولايف تي في (LiveTV). بموجب شروط أمر هيئة الاتصالات الفيدرالية _(FCC) الذي أجاز المزاد، تلقت فيرايزون ترخيصًا غير قابل للتجديد حتى عام 2010، ولكن كان أمامها عامين من نهاية المزاد لإعادة نشر ايرفون لاستخدام نطاق ترددي أقل ومشاركة الطيف مع أحد الفائزين بالترخيص.
في 23 يونيو 2006، أعلنت شركة فيرايزون للاتصالات، الشركة الأم لشركة ايرفون، أنها ستتوقف عن خدمة ايرفون الخاصة بها على جميع الرحلات التجارية بحلول نهاية عام 2006. وأشاروا إلى انخفاض استخدام الخدمة، فضلاً عن الرغبة في التركيز على أعمالهم الرئيسية: النطاق العريض، والخدمات اللاسلكية والسلكية. تم تثبيت خدمة ايرفون على 1000 طائرة تابعة لشركة الخطوط الجوية المتحدة وخطوط كونتيننتال الجوية. أزالت شركة خطوط يو إس وخطوط دلتا الجوية جميع هواتف ايرفون من طائراتها. ستواصل شركة فيرايزون تقديم الخدمة على 3400 طائرة خاصة وحكومية.
في 28 ديسمبر 2007، أعلنت شركة ايرفون أنها ستتوقف عن الخدمة اعتبارًا من 31 ديسمبر 2008 ما لم تختتم المفاوضات بنجاح مع لايف تي في (LiveTV)، إحدى الشركات التابعة لشركة خطوط جيت بلو، لتولي العمل في ذلك التاريخ. في 9 يونيو 2008، أعلنت جيت بلو أنها ستشتري خدمة فيرايزون ايرفون. كان بيع فيرايزون ايرفون إلى لايف تي في (جيت بلو) منفصلاً عن بيع النطاق الترددي الذي استخدمته فيرايزون ايرفون لعملياتها. في معاملة أخرى، حصلت (LiveTV) على حوالي ثلث عرض النطاق الترددي الأصلي لـ ايرفون من لجنة الاتصالات الفيدرالية (FCC).

### تواصل لايف تي في الصوتي على متن طائرات الطيران العام
لفترة من الوقت، عرض لايف تي في، على الصعيد الوطني، خدمة صوتية على غرار الهاتف المحمول لطائرات الطيران العامة. كانت هذه الخدمة مطابقة لخدمة فيرايزون ايرفون الأصلية. ومع ذلك، بسبب تغيير تخصيص النطاق الترددي، كان من الضروري استبدال جميع أجهزة الإرسال والاستقبال الموجودة في ايرفون في الطائرة.

### بيع لشركة أيرسيل
في أبريل 2013، استحوذت أيرسيل (Aircell) على وحدة أعمال ايرفون التابعة لـ لايف تي في، وأعلنت أنه من أجل دعم توسيع السعة لخدمة الإنترنت أثناء الطيران من (Gogo Biz)، تم إيقاف خدمة ايرفون نهائيًا في 31 ديسمبر 2013.

## روابط خارجية
- موقع ويب فيرايزون ايرفون
- جاك غويكن بواسطة لاري هوبر من 08 نوفمبر 2000 CRN[وصلة مكسورة]
- صفحة ويب ايرفون Transition.
- بيان شركة Aircell بشأن الانتقال. نسخة محفوظة 2013-11-05 على موقع واي باك مشين.
- مقال شيكاغو تريبيون عن شراء GoGo لأصول ايرفون.